# Alta Floresta D'Oeste
Alta Floresta D'Oeste (aparținând RO) este un oraș în Brazilia. Populatia a fost de 25,578 (2015) și zona are 7,067 km². O parte ține 615,771 de hectare  Rezervația biologică Guaporé, este strict protejată unitate de conservare.